# اوشن شورز (واشینگتن)
اوشن شورز (به انگلیسی: Ocean Shores) شهری در شهرستان گریز هاربر ایالت واشنگتن است که در سرشماری سال ۲۰۱۰ میلادی، ۵۵۶۹ نفر جمعیت داشته است.